# La Sagne
La Sagne är en ort och kommun i kantonen Neuchâtel, Schweiz. Kommunen har 1 068 invånare (2023).